# 森山一保
森山 一保（もりやま いっぽ / もりやま かずやす、1973年8月22日 - ）は、日本の漫画家。鳥取県米子市出身、鳥取県立米子工業高等学校卒業、神奈川県在住。男性。血液型はA型。
1998年、双葉社のコミックアンソロジー等で漫画の仕事を始める。2015年には『こども刑事めめたん』がテレビアニメ化される。

## 作品リスト

### 連載中
- めめたん（月刊ボディビルディング（体育とスポーツ出版社）

### 雑誌掲載
漫画
- オンラインゲームすごい攻略やってます。信長の野望Online4コマ（双葉社）
- クレヨンしんちゃんベストセレクション・しんちゃんトリビュート（双葉社）
- スーパーナニワブラザーズ（まんがタウン3月号、読切、双葉社）
- 4コマまんが王国・4コマKINGDOMアンソロジーコミックシリーズ（双葉社）
- もえもえボッ君（もえよん、双葉社）
- Nintendo Kids 4コマ（双葉社）
- リネージュIIプレイヤーズバイブルVol 1・2 4コマ（コーエー）

イラスト等
- 『インポートカーセンサー』2009年1月号 イラスト（リクルート）
- たのすけ文庫『稲川淳二の霊談』（ウェッジホールディングス）
- オンラインゲームすごい攻略やってます。「りあるキッズ安田のエンタメチュウドク!」イラスト（双葉社）
- 「ドキッ!幽霊&怪奇現象スペシャル」イラスト（実業之日本社）

### 雑誌以外の掲載
- こども刑事めめたん（ComicWalker）
- カプコン公式ファンサイト「かぷよん」（双葉社）
- ケータイ漫画アクションコネッタ（双葉社）
- 誰得漫画 ゆうたくん（出版処てんてる）